# SHINee
SHINee (Udtales Syai-ni; koreansk: 샤이니; japansk: シャイニー; ofte skrevet SHINee) er et sydkoreansk boyband dannet af SM Entertainment i 2008. Gruppen består af medlemmerne: Onew, Key, Minho, og Taemin. De var oprindeligt en gruppe på fem, men gruppemedlemmet Jonghyun gik bort den 18. december 2017. Gruppen er ekstremt populær i deres hjemland, og har vundet mange priser. 
SHINee blev først introduceret som en Moderne R&B gruppe af deres pladeselskab, med et ønske om at blive trendsættere inden for alle områder af musik, dans, mode, etc. og optrådte for første gang i maj 2008 med deres første EP Replay på det sydkoreanske show SBS' Inkigayo med deres single 누난 너무 예뻐 (Replay). I august 2008 udgav de deres første koreanske studiealbum The Shinee World, som vandt 'Newcomer Album of the Year' ved the 23rd Golden Disk Awards.
SHINee udgav senere to singler: "Ring Ding Dong" og "Lucifer", og blev endnu mere populære. "Ring Ding Dong" lå i toppen af en del koreanske hitlister, og blev populær over hele Asien. "Lucifer" blev nomineret for Best Dance Performance Award ved Mnet Asian Music Awards i 2010 for dens fremragende koreografi. I 2012 udgav gruppen Sherlock, som blev det femte mest solgte album det år med over 180.000 solgte eksemplarer. 
I 2011 underskrev SHINee en kontrakt med det japanske pladeselskab EMI Music Japan, med det formål at blive en del af den japanske musikscene. De har udgivet fem japanske album, og er også enormt populære i Japan. 
SHINee anses for at være en af de bedste nuværende grupper inden for K-pop, og er kendt for deres stærkt synkroniserede og komplexe koreografier. De modtog prisen for 'Best Dance Performance Award' ved Mnet Asian Music Awards tre gange i træk for deres dansepræstation i "Sherlock", "Dream Girl" og "View". SHINees signaturmusikstil er Moderne R&B, men gruppen er kendt for deres eksperimentelle lyd, hvor de har integreret forskellige genrer, som funk, rock, hip hop og EDM. 
SHINees officielle fans går under navnet Shawols, og deres officielle farve er Pearl Aqua. 